# Jože Kolar
Jože Kolar, slovenski gradbeni inženir, * 28. maj 1924, Vransko, † 18. marec 1991, Ljubljana.

## Življenjepis
Kolar je leta 1954 diplomiral na ljubljanski fakulteti za arhitekturo, gradbeništvo in geodezijo (FAGG) in prav tam 1983 tudi doktoriral. Od 1977 je bil izredni in v obdobju 1983 do 1991 redni profesor na gradbenem oddelku FAGG.

## Delo
Kolar je sprva vodil gradbišča nato je bil projektant pri ljubljanski Kanalizaciji, od 1973 tudi njen direktor in po reorganizaciji podjetja pomočnik direktorja delavne organizacije Vodovod – Kanalizacija v Ljubljani. Izdelal je projekt razvoja ljubljanske kanalizacije. Samostojno ali sam je projektiral čistilne naprave v Kočevju, Postojni in Črnučah, kanalizacijo Postojne in mesta Tunis ter vodil projektiranje Centralne čistilne naprave v Ljubljani.
Kolar je zasnoval laboratorij in sistem nepretrganih raziskav kakovosti odpadnih vod. Napisal je več strokovnih člankov objavljenih tako doma kot v tujini; je tudi avtor knjige Odvod odpadne vode iz naselij in zaščita voda (1983).